# جلاديس كوبر
جلاديس كوبر (بالإنجليزية: Gladys Cooper)‏ هي ممثلة بريطانية (وحملت سابقاً جنسية المملكة المتحدة لبريطانيا العظمى وأيرلندا)، ولدت في 18 ديسمبر 1888 في المملكة المتحدة، وتوفيت في 17 نوفمبر 1971 بهنلي أون تيمز في المملكة المتحدة بسبب ذات الرئة.

## أعمال

### أفلام
- (1940) ريبيكا
- (1940) كيتي فويل
- (1941) السيدة هاملتون
- (1941) القط الأسود
- (1942) الآن - لنسافر
- (1943) أنشودة بيرناديت
- (1943) الأميرة أورورك
- (1947) جرين دولفين ستريت
- (1947) زوجة الأسقف[10][11]
- (1948) العودة إلى الوطن
- (1958) طاولات منفصلة
- (1964) سيدتي الجميلة[12]

## ترشيحات
- جائزة الأوسكار لأفضل ممثلة مساعدة، عن عمل: أنشودة بيرناديت (1942)
- جائزة الأوسكار لأفضل ممثلة مساعدة، عن عمل: الآن - لنسافر (1942)
- جائزة الأوسكار لأفضل ممثلة مساعدة، عن عمل: سيدتي الجميلة (1942)
- جائزة توني لأفضل ممثلة مسرحية [الإنجليزية]‏ (1956)
- جائزة توني لأفضل ممثلة مسرحية [الإنجليزية]‏ (1962)

## وصلات خارجية
- جلاديس كوبر على موقع IMDb (الإنجليزية)
- جلاديس كوبر على موقع الموسوعة البريطانية (الإنجليزية)
- جلاديس كوبر على موقع ألو سيني (الفرنسية)
- جلاديس كوبر على موقع ميوزك برينز (الإنجليزية)
- جلاديس كوبر على موقع تيرنر كلاسيك موفيز (الإنجليزية)
- جلاديس كوبر على موقع أول موفي (الإنجليزية)
- جلاديس كوبر على موقع قاعدة بيانات برودواي على الإنترنت (الإنجليزية)
- جلاديس كوبر على موقع قاعدة بيانات الأفلام السويدية (السويدية)
- جلاديس كوبر على موقع إن إن دي بي (الإنجليزية)
- جلاديس كوبر على موقع ديسكوغز (الإنجليزية)